# Andreas Behm
Andreas Behm (n. 28 noiembrie 1962, Stralsund, Republica Democrată Germană, Germania – d. 27 decembrie 2021, Stralsund, Mecklenburg-Pomerania Inferioară, Germania) a fost un halterofil ce a reprezentat Germania, medaliat olimpic. A participat la două ediții ale Jocurilor Olimpice (1992, 1996) în care a câștigat o medalie de bronz.